# Hassan Aourid
Hassan Aourid (en arabe : حسن أوريد), né le 24 décembre 1962 à Errachidia (anciennement Ksar-es-Souk), est un politologue, enseignant-chercheur et écrivain marocain d'expressions  arabe et française, qui a été haut fonctionnaire pendant près de vingt ans. Il a écrit plusieurs ouvrages, en français et en arabe.

## Biographie

### Jeunesse et formation
Hassan Aourid naît le 24 décembre 1962 à Errachidia, au sein d'une famille de classe moyenne ; son père était directeur d'établissement scolaire et instituteur au Maroc et en France. Il a enseigné la langue arabe et la culture marocaine aux enfants de la communauté marocaine dans la ville de Tours jusqu'à sa retraite en 2004.
Au vu de ses résultats scolaires, il est sélectionné pour étudier au Collège royal à Rabat, où il côtoie jusqu'au baccalauréat le prince héritier Sidi Mohammed ben — fils de — El Hassan (futur roi Mohammed VI). Par la suite, il obtient une licence en droit public, un diplôme d'études supérieures (DES) et un doctorat d'État en sciences politiques, qui « porte sur “les facteurs culturels du discours contestataire au Maroc” à partir d'une étude sur “l'islamisme et le berbérisme” ».

### Parcours professionnel
Sous le règne de Hassan II, Hassan Aourid exerce en qualité de chargé d'études au ministère des Affaires étrangères de 1988 à 1992, puis de conseiller politique à l'ambassade du Maroc à Washington — sous la direction de Mohamed Benaïssa, alors ambassadeur, avec lequel ses relations ne sont pas au beau fixe — de 1992 à 1995, et enfin enseigne à l'École nationale d'administration et à la faculté des sciences juridiques de Rabat de 1995 à 1999, tout en pratiquant le journalisme. 
Peu après l'intronisation de Mohammed VI, en 1999, Hassan Aourid fait l'objet de la première nomination officielle du roi en tant que porte-parole du « Palais », alors qu'auparavant, seul un conseiller royal remplissait cette fonction. Il le reste jusqu'au 22 juin 2005, date à laquelle il est affecté au poste de wali de la région Meknès-Tafilalet, dont il est originaire. Le 13 novembre 2009, il devient l'historiographe du Royaume, remplaçant Abdelouahab Benmansour, décédé un an plus tôt après avoir assumé cette charge pendant quarante-cinq ans. Le 22 décembre 2010, Mohammed VI nomme à sa place l'ancien directeur du protocole, Abdelhak Lamrini.
De nos jours, Hassan Aourid enseigne de nouveau dans le supérieur et fait partie des conseillers scientifiques du magazine historique marocain Zamane,, où il est également chroniqueur,.

## Ouvrages
Hassan Aourid est l'auteur d'essais, de nouvelles, de romans et de poèmes.
Parmi ses ouvrages, majoritairement rédigés en arabe, on peut citer :
- رواء مكة ، مطبعة المعارف الجديدة، 2017
- Occident : Est-ce le crépuscule ?, Bouregreg, 2011, essai[12],[13] ;
- Le Morisque, Bouregreg, 2011, roman[14] ;
- (ar) سيرة حمار [Sirat himar], Dar Al Amane, 2014, roman  — « Biographie d'un âne »[15].
- L'impasse de l'islamisme. 2015.
- الإسلام السياسي في الميزان، توسنا، 2016
- Aux origines du marasme arabe. Tusna. 2017.